# Гребенхайн
Гребенхайн (нем. Grebenhain) — община в Германии, в земле Гессен. Подчиняется административному округу Гиссен. Входит в состав района Фогельсберг.  Население составляет 4907 человек (на 31 декабря 2010 года). Занимает площадь 91,62 км².